# 1-я мотострелково-пулемётная бригада
1-я мотострелково-пулемётная бригада (1 мспбр, 1 мспулбр) — войсковое соединение автобронетанковых войск РККА Вооружённых Сил СССР.

## История
5 апреля 1938 г. Генеральный штаб РККА издал директиву № М1/00666 о переименовании 45-го механизированного корпуса в 25-й танковый корпус (25-й тк). Корпус дислоцировался в г. Бердичев Житомирской области Украинской ССР.
135-я стрелково-пулемётная бригада переименована в 1-ю мотострелково-пулемётную бригаду (1-ю мспбр) и переведена с территориального на кадровый принцип комплектования и обучения личного состава.,
Командир бригады комбриг Д.Е.Петров.
На 1 июля 1938 г. Командир бригады комбриг Д.Е.Петров.
26 июля 1938 г. корпус вошёл в состав Житомирской армейской группы Киевского Особого военного округа.
12 апреля 1939 г. военный комиссар бригады батальонный комиссар И. В. Тищенко (врид с 12.04.39 г.).
1 сентября 1939 г. началась германо-польская война. 1-я мспбр находилась в г.Бердичеве. Командир бригады майор И.Н.Есин.
16 сентября управление Кавалерийской армейской группы (командующий войсками группы командарм 2 ранга И. В. Тюленев) КОВО было переименовано в управление Каменец-Подольской армейской группы Украинского фронта с включением в состав группы новых корпусов, бригад, полков и других специальных частей. 25-й тк вошёл в состав группы.
С 17 сентября 1939 г. 1-я мспбр 25-го тк участвовала в военном походе в восточную Польшу — Западную Украину с целью освобождения рабочих и крестьян от гнёта капиталистов и помещиков. Войска бригады в поход повёл командир бригады майор И. Н. Есин.,
17 сентября корпус занял город Чортков.
18 сентября 1-я мотострелково-пулемётная бригада корпуса в 16.00 заняла м. Монастыриска, взяв пленных. К вечеру 1-я мспбр и 4-я легкотанковая бригада подошли к Подгайцам, а 5-я легкотанковая бригада у м. Домбров сломила сопротивление артполка, взяв пленных, и вышла на окраину г.Галич.
19 сентября 25-й тк занял город Галич, захватив целыми мосты через Днестр, Завадку и Збору для дальнейшего наступления.
1-я мспбр вела бои в районе горда Галич.
20 сентября войска бригады совершали марш к городу Стрый, но оказалось, что город Стрый занят германскими войсками, поэтому бригада остановилась. Вечером бригада в составе корпуса вышла на марш к Журавно, где надо было подготовить переправы через реку Днестр.
20 сентября Каменец-Подольской армейская группа переименована в Южную армейскую группу.
1-я спбр в составе корпуса сосредоточилась в районе Луковец, Любша, Мазурувка. Так как польский львовский гарнизон добровольно сложил оружие, помощь советским войскам не потребовалась.
22 сентября командир 25-го тк полковник И.О.Яркин получил приказ двигаться на Подгорцы и далее на Комарно.
25 сентября 1939 г. 25-й тк выведен в резерв Южной армейской группы в район местечка Комарно.
28 сентября 12-я армия разделена на 12-ю армию и Кавалерийскую армейскую группу.
С 17 по 28 сентября 1939 г. 1-я мспбр входила в состав Действующей армии.
2 октября 1-я мспбр 25-го тк входила в состав Кавалерийской армейской группы.
25 октября 1939 г. директивой командующего Украинским фронтом 1-я мспбр 25-го тк получила постоянное место дислокации — город Бердичев.
1 февраля 1940 г. Командир бригады полковник И.Н.Есин.
1 февраля 1940 г. директивой Начальника штаба Киевского Особого военного округа № 4/00239 управление 25-го танкового корпуса расформировано.
7 февраля 1940 г. директивой Народного комиссара обороны СССР № 0/2/103684 1-я мотострелково-пулемётная бригада расформирована. Личный состав, материальную часть и имущество решено обратить на укомплектование автотранспортных бригад Киевского Особого военного округа.

## Полное наименование
1-я мотострелково-пулемётная бригада

## В составе
- 25-й танковый корпус Киевского военного округа (5.04.1938 — 26.07.1938)
- 25-й танковый корпус Киевского Особого военного округа (26.07.1938 — 17.09.1939)
- 25-й танковый корпус Украинского фронта (17.09 — 2.10.1939)
- 25-й танковый корпус Киевского Особого военного округа (2.10.1939 — 1.02.1940)

## Командование

### Командир
- Петров Даниил Ефимович, комбриг (5.04.1938 — на 1.07.1938 — …).[2]
- Иван Николаевич Есин, майор, полковник (на 09.1939 г., до 1940 г.).[2]

### Военный комиссар
- Тищенко Иван Васильевич батальонный комиссар (врид с 12.04.39 г.).[2]

## Состав
В 1938—1940 гг.:
- управление
- 172-й стрелково-пулемётный батальон
- 174-й стрелково-пулемётный батальон
- 177-й стрелково-пулемётный батальон
- 355 артиллерийский дивизион
- 5-й отдельный дивизион противотанковой обороны
- 92-й отдельная рота связи
- 219-я отдельная разведывательная рота
- 15-я отдельная рота боевого обеспечения
- 319-я отдельная автотранспортная рота
- 308-я отдельная ремонтно-восстановительная рота